# ليندا ياكارينو
ليندا ياكارينو (ولدت في 27 نوفمبر 1963) هي مديرة إعلامية أمريكية. كانت رئيسة مبيعات الإعلانات في إن بي سي العالمية. في 5 يونيو 2023، خلفت ياكارينو إيلون ماسك في منصب الرئيس التنفيذي لشركة إكس كورب. وتويتر. 

## النشأة والتعليم
نشأت ياكارينو في دير بارك، نيويورك، وهي من أصل إيطالي. تخرجت من كلية دونالد بي بليساريو للاتصالات بجامعة ولاية بنسلفانيا بدرجة البكالوريوس في الاتصالات السلكية واللاسلكية في عام 1985.

## الحياة المهنية
عملت ياكارينو في شركة تيرنر إنترتينمنت لما يقرب من 20 عامًا، حيث أصبحت نائب الرئيس التنفيذي والمدير التنفيذي للعمليات لمبيعات الإعلانات حيث ساعدت في تطوير استراتيجيات إعلان وتسويق جديدة. انضمت ياكارينو إلى إن بي سي العالمية في أكتوبر 2011.  كرئيسة لمبيعات الإعلانات في إن بي سي العالمية، لعبت دورًا رئيسيًا في إطلاق خدمة بث بيكوك.
انضمت ياكارينو إلى آد كونسل في عام 2014. في عام 2018، عينها الرئيس دونالد ترامب في مجلس الرئيس للرياضة واللياقة والتغذية. أصبحت ياكارينو رئيسًا لمجلس إدارة آد كونسل في يناير 2021، لفترة استمرت حتى 30 يونيو 2022. كرئيسة، اشتركت ياكارينو مع إدارة بايدن في عام 2021 لإنشاء حملة لقاح لفيروس كورونا شارك فيها البابا فرانسيس. كما ترأست فريق عمل مستقبل العمل للمنتدى الاقتصادي العالمي (WEF).
استقالت ياكارينو من إن بي سي العالمية في 12 مايو 2023، وفي نفس اليوم أعلن إيلون ماسك أنها ستكون الرئيس التنفيذي الجديد لشركة إكس كورب. وتويتر. عند تعيينها، استشهدت صحيفة فاينانشيال تايمز بتشكك ماسك بشأن المنتدى الاقتصادي العالمي وارتباطات ياكارينو بالمنظمة، والتي انتقدها سابقًا "لأنها أصبحت حكومة عالمية غير منتخبة بشكل متزايد". طمأن ماسك المعجبين بأنه لا يرى ارتباط ياكارينو بالمنتدى الاقتصادي العالمي كعائق أمام التزامه المعلن ذاتيًا بحرية التعبير، وكتب عن تعيينها كرئيس تنفيذي لتويتر أن "الالتزام بشفافية المصدر المفتوح وقبول مجموعة واسعة من وجهات النظر لم يتغير."

## الحياة الشخصية
لياكارينو وزوجها كلود مادرازو طفلان، وهما يعيشان في سي كليف، نيويورك.